# NGC 6959
NGC 6959 é uma galáxia lenticular (S0) localizada na direcção da constelação de Aquarius. Possui uma declinação de +00° 25' 49" e uma ascensão recta de 20 horas, 47 minutos e 07,2 segundos.
A galáxia NGC 6959 foi descoberta em 22 de Setembro de 1884 por Guillaume Bigourdan.